# (5511) Cloanto
(5511) Cloanto es un asteroide que forma parte de los asteroides troyanos de Júpiter descubierto el 8 de octubre de 1988 por Carolyn Shoemaker y por su esposo que también era astrónomo Eugene Shoemaker desde el Observatorio del Monte Palomar, Estados Unidos.

## Designación y nombre
Designado provisionalmente como 1988 TH1. Fue nombrado Cloanto en honor a Cloanto, ganador de la carrera de barcos en los juegos funerarios de Anquises sobre su nave Escila cerúlea. Aunque el peso de la nave lo hizo más lento, Cloanto pidió ayuda a los dioses del mar y entró primero.

## Características orbitales
Cloanto está situado a una distancia media del Sol de 5,243 ua, pudiendo alejarse hasta 5,855 ua y acercarse hasta 4,631 ua. Su excentricidad es 0,116 y la inclinación orbital 11,16 grados. Emplea 4385,48 días en completar una órbita alrededor del Sol.

## Características físicas
La magnitud absoluta de Cloanto es 10,3. Tiene 39,773 km de diámetro y su albedo se estima en 0,093. 